# Ernst Johannes Schmidt

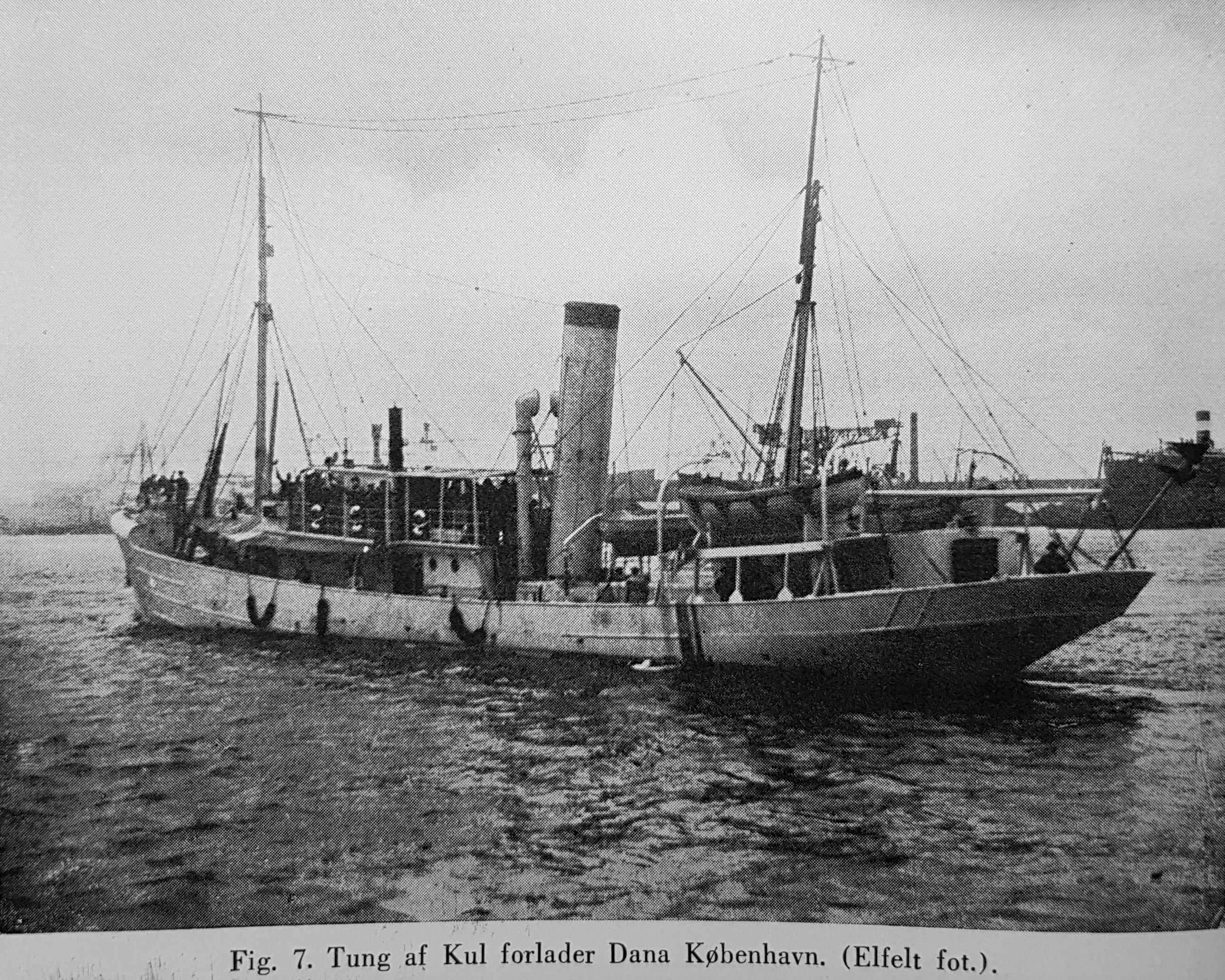
La nave oceanografica danese Dana in partenza da Copenaghen nel 1928 per l'omonima spedizione

Ernst Johannes Schmidt (Jægerspris, 2 gennaio 1877 – Copenaghen, 21 febbraio 1933) è stato un biologo danese conosciuto soprattutto per gli studi sulla biologia delle anguille e per aver scoperto la località riproduttiva delle stesse nel mar dei Sargassi.

## Biografia
Nacque a Jægerspris, in Danimarca, figlio di Ernst Schmidt e Camilla Ellen Sophie Schmidt (nata Kjeldall e sorella del chimico Johan Kjeldahl).
Schmidt iniziò gli studi di storia naturale all'Università di Copenaghen sotto la guida del professore di botanica Eugen Warming (1841-1924), conseguendo un dottorato in biologia nel 1898. Ottenne una borsa di studio dalla Fondazione Carlsberg per studiare la flora delle aree costiere di Ko Chang, nell'allora Siam, tra cui le mangrovie e le microalghe. Ha discusso la sua tesi di dottorato in biologia e botanica, sulla struttura dei germogli delle mangrovia con Eugen Warming ricoprendo il ruolo di assistente di facoltà nell'ottobre 1903..
Gli interessi scientifici di Schmidt si rivolsero quindi alla zoologia marina, lavorando tra il 1902 e il 1909 a tempo parziale per l'Istituto botanico dell'Università di Copenaghen e nel tempo restente per la Commissione danese per le indagini sul mare. Nel 1909 fu nominato capo del dipartimento di fisiologia del Carlsberg Laboratory, incarico che mantenne fino alla sua morte prematura.
Schmidt si occupò parallelamente di ficologia, descrivendo il nuovo genere Richelia (cianobatteri filamentosi che formano eterocisti e che vivono all'interno delle diatomee), di fisiologia vegetale e genetica, in particolare sul luppolo, di oceanografia e di ittiologia su larga scala.
A partire dal 1904, Johannes Schmidt guidò una serie di spedizioni nel Mar Mediterraneo e nell'Oceano Atlantico settentrionale per studiare le anguille. All'epoca si riteneva che l'anguilla europea si riproducesse nel Mar Mediterraneo, in quanto era l'unico luogo in cui erano state osservate delle larve. Tuttavia, la prima spedizione Thor nell'Atlantico settentrionale, guidata da Schmidt, catturò le prime larve di anguilla mai osservate nell'Oceano Atlantico, in una posizione a ovest delle Isole Faroe. Questa scoperta fu determinante per la carriera di Schmidt, che condusse una serie di spedizioni negli anni successivi per cercare le elusive zone di riproduzione dell'anguilla. Lo fece pescando sistematicamente a strascico nelle profondità marine dell'Atlantico, spostandosi nella direzione in cui trovava le larve più piccole. Nel 1921, durante la seconda spedizione della Dana, localizzò finalmente le zone di riproduzione nel Mar dei Sargassi. Nel 1928-1930, guidò la terza spedizione della Dana, finanziata dalla Fondazione Carlsberg, una crociera di due anni su tutti gli oceani del mondo.
Un episodio singolare è degno di nota: un articolo sul ciclo vitale dell'anguilla, pubblicato nel 1912 in Germania, è stato pubblicato in un'altra rivista, era stato inizialmente inviato a Londra per essere pubblicato dalla Royal Society, ma fu rifiutato con la nota che l'opera di Grassi sull'argomento era sufficiente. Dieci anni dopo, il lavoro di Schmidt sul sito riproduttivo dell'anguilla fu pubblicato dalla Royal Society e ancora più tardi gli fu assegnata la Medaglia Darwin.
| {{{1}}}Wikidata P835 è l'abbreviazione standard utilizzata per le specie animali descritte da Ernst Johannes Schmidt. Categoria:Taxa classificati da Ernst Johannes Schmidt |

## Vita privata
Nel 1903 sposò Ingeborg Kühle (1880-1958), figlia di Søren Anton van der Aa Kühle (1849-1906), direttore generale del gruppo Carlsberg. Schmidt morì a Copenaghen il 21 febbraio 1933, a causa di un'influenza. È sepolto al cimitero di Vestre Kirkegård a Copenaghen.

## Onorificenze
- Membro della Regia accademia danese di scienze e lettere
- Laurea honoris causa, Università di Liverpool, 1923
- Premio Weldon Memorial dell'Università di Oxford, 1923
- Membro onorario della Royal Society di Edimburgo, 1927
- Medaglia Darwin, 1930
- Medaglia Alexander Agassiz, 1930
- Medaglia Galathea, 1930
- Medaglia Geoffroy Saint-Hilaire, 1931

## Taxa a lui dedicati
- Il pesce ago pelagico del Mar Nero Syngnathus schmidti prende il nome da J. Schmidt[8].
- L'anguilliforme Serrivomer schmidti. Sebbene il binomio non sia stato esplicitamente dedicato a J. Schmidt, è stata probabilmente chiamata così in suo onore, perché fu lui a guidare le crociere di ricerca sulla pesca della Dana, durante le quali fu raccolto l'esemplare tipo.[9].
- Diaphus schmidti, Tåning, 1932 è una specie di pesce lanterna presente nell'Oceano Pacifico[10].